# Mont Iwahara
Le mont Iwahara (岩原山, Iwahara-yama) est une montagne culminant à 573 m d'altitude à Takarazuka dans la préfecture de Hyōgo au Japon.
Le mont Iwahara, qui fait partie du parc national de Setonaikai, est un des sommets de la crête orientale des monts Rokkō.